# Sari Marjamäki
Sari Kristiina Marjamäki, geb. Fisk, (* 17. Dezember 1971 in Pori) ist eine ehemalige finnische Eishockeyspielerin.

## Karriere
Bei den Olympischen Winterspielen 1998 in Nagano gewann sie mit der finnischen Nationalmannschaft die Bronzemedaille im olympischen Eishockeyturnier. Des Weiteren nahm sie mit der finnischen Auswahl an den Olympischen Spielen 2002 und 2006 teil und belegte jeweils den vierten Platz. Daneben vertrat Fisk ihr Heimatland von 1989 bis 2004 bei zahlreichen Welt- und Europameisterschaften. Insgesamt gewann sie zwölf Medaillen, davon fünf bei Europameisterschaften. Fisk absolvierte für ihr Heimatland über 200 Länderspiele, zeitweise agierte die Stürmerin als Mannschaftskapitänin.
Auf Vereinsebene spielte Marjamäki unter anderem bei Tampereen Ilves und Espoo Blues. Mit den Blues nahm sie auch am IIHF European Women Champions Cup teil und gewann zwischen 2003 und 2007 viermal die finnische Meisterschaft.
Seit ihrer Heirat mit Lauri Marjamäki, der ebenfalls Eishockeyspieler war, trägt sie den Nachnamen ihres Mannes. 2014 wurde sie als insgesamt 223. Person in die Finnische Eishockey-Ruhmeshalle aufgenommen.

## Erfolge und Auszeichnungen
| - 1989 Goldmedaille bei der Europameisterschaft - 1991 Goldmedaille bei der Europameisterschaft - 1992 Bronzemedaille bei der Weltmeisterschaft - 1993 Goldmedaille bei der Europameisterschaft - 1994 Bronzemedaille bei der Weltmeisterschaft - 1995 Goldmedaille bei der Europameisterschaft - 1996 Bronzemedaille bei der Europameisterschaft | - 1997 Bronzemedaille bei der Weltmeisterschaft - 1998 Bronzemedaille bei den Olympischen Winterspielen - 1999 Bronzemedaille bei der Weltmeisterschaft - 2000 Bronzemedaille bei der Weltmeisterschaft - 2004 Bronzemedaille bei der Weltmeisterschaft - 2014 Aufnahme in die Finnische Eishockey-Ruhmeshalle |

## Sonstiges
Bei der Frauen-Weltmeisterschaft 2009 in Hämeenlinna komoderierte sie die Übertragungen des Senders MTV3.